# Bactrocera lucida
Bactrocera lucida är en tvåvingeart som först beskrevs av Munro 1939.  Bactrocera lucida ingår i släktet Bactrocera och familjen borrflugor. Inga underarter finns listade.